# Симфонический оркестр Словенского радио и телевидения
Симфонический оркестр Словенского радио и телевидения (словен. Simfonični orkester RTV Slovenija) — симфонический оркестр, базирующийся в Любляне. Основан в 1955 году. До конца 1980-х годов назывался Симфоническим оркестром Люблянского радио и телевидения.

## Главные дирижёры
- Юрош Преворшек (1955—1966)
- Само Хубад (1967—1980)
- Станислав Мацура (1981)
- Антон Нанут (1981—1999)
- Лиор Шамбадал (2000—2003)
- Давид де Вильерс (2003—2006)
- Эн Шао (с 2006 г.)